# 安達康
安達 康（あだち やすし、1967年6月10日 - ）は、日本の元バスケットボール選手、指導者。宮城県出身。身長192cm。

## 来歴
バスケットボールの名門秋田県立能代工業高等学校から日本体育大学を経て、日本鉱業に入社。
1993年オールジャパン優勝に貢献。

## 受賞歴
1992年 日本リーグ年間ベスト5
1993年 オールジャパン ベスト5
1994年 日本リーグ年間ベスト5

## 日本代表歴
1987年 ユニバーシアード